# Swissôtel Krasnye Holmy

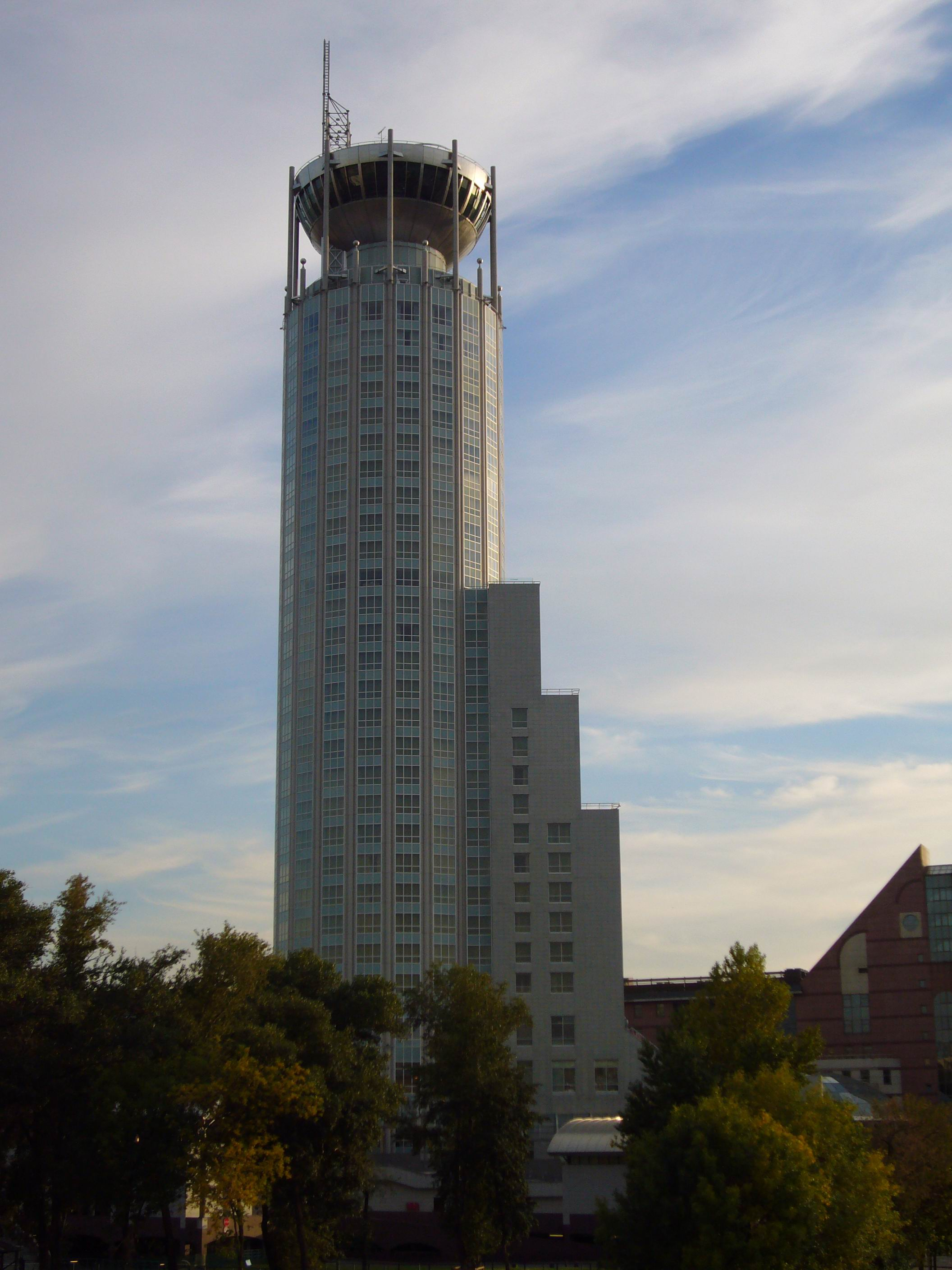
Swissôtel Krasny Holmy

Le Swissôtel Krasny Holmy est un gratte-ciel de la ville de Moscou, en Russie. Il a été construit en 2005. 
Il est haut de 167 m et comporte 35 étages.